# Subprefectura de Tremembé
La subprefectura de Jaçanã/Tremembé es una de las 32 subprefecturas de la ciudad de São Paulo, siendo regida por la Ley Nº 13,999 del 1 de agosto del 2002.
Está conformada por dos distritos: Tremembé y Jaçanã que sumados representan un área de 64.10 kilómetros cuadrados y una población de 291,867 habitantes.